# The Lateness of the Hour
"The Lateness of the Hour" is een aflevering van de Amerikaanse televisieserie The Twilight Zone.

## Plot

### Opening
The residence of Dr. William Loren, which is in reality a menagerie for machines. We're about to discover that sometimes the product of man's talent and genius can walk amongst us untouched by the normal ravages of time. These are Dr. Loren's robots, built to functional as well as artistic perfection. But in a moment Dr. William Loren, wife and daughter will discover that perfection is relative, that even robots have to be paid for, and very shortly will be shown exactly what is the bill.
— Rod Serling

### Verhaal
Jana, de gevoelige dochter van uitvinder Dr. Loren, maakt zich zorgen over het feit dat haar ouders zo afhankelijk zijn van haar vaders robots. Deze robots zijn niet van echte mensen te onderscheiden. Ze wil haar vader overhalen de robots te ontmantelen voordat hij en haar moeder volledig afhankelijk van ze worden.
Uiteindelijk stemt Dr. Loren toe, en maakt Jana haar plannen bekend om een nieuw leven te beginnen buiten de beperkingen van het huis. Ze wil zelfs gaan trouwen en kinderen krijgen. Wanneer ze dit horen, reageren haar ouders erg geschokt. Eerste begrijpt Jana niet waarom, maar dan komt ze tot de conclusie dat ze zelf ook een van haar vaders robots is, alleen met een geavanceerdere persoonlijkheid dan de meeste andere robots. Deze ontdekking maakt haar zo woedend op haar “vader”, dat die geen andere keus heeft dan haar te deactiveren. Hij wist haar oude persoonlijkheid, zodat ze als vervanger kan dienen Nelda, de ontmantelde dienstmeidrobot.

### Slot
Let this be the postscript: Should you be worn out by the rigors of competing in a very competitive world, if you're distraught from having to share your existence with the noises and neuroses of the twentieth century, if you crave serenity but want it full time and with no strings attached, get yourself a workroom in the basement, and then drop a note to Dr. and Mrs. William Loren. They're a childless couple who made comfort a life's work, and maybe there are a few do-it-yourself pamphlets still available in the Twilight Zone.
— Rod Serling

## Rolverdeling
- Inger Stevens : Jana
- John Hoyt : Dr. Loren
- Irene Tedrow : Mrs. Loren
- Tom Palmer : Robert (de butler)
- Mary Gregory : Nelda (een dienstmeid)
- Valley Keene : Suzanne (een dienstmeid)
- Doris Karnes : Gretchen (een dienstmeid)
- Jason Johnson : Jensen (de klusjesman)

## Achtergrond
- Tegen november 1960 waren er al vijf afleveringen van het tweede seizoen van The Twilight Zone uitgezonden, en zestien gefilmd, maar vanwege budgetgebrek moesten zes afleveringen worden opgenomen op 16-millimeterfilm. Dit was een van die afleveringen.

- Dit was de tweede aflevering waarin Inger Stevens meespeelde. Ze was al eerder te zien in The Hitch-Hiker.

- Acteur John Hoyt deed ook mee in de aflevering Will the Real Martian Please Stand Up?.

- Actrice Irene Tedrow speelde ook mee in de aflevering Walking Distance.